# Finestrat
Finestrat è un comune spagnolo situato nella comunità autonoma Valenciana.